# Municipio de Southington
El municipio de Southington (en inglés: Southington Township) es un municipio ubicado en el condado de Trumbull en el estado estadounidense de Ohio. En el año 2010 tenía una población de 3717 habitantes y una densidad poblacional de 54,01 personas por km².

## Geografía
El municipio de Southington se encuentra ubicado en las coordenadas 41°19′7″N 80°56′58″O / 41.31861, -80.94944. Según la Oficina del Censo de los Estados Unidos, el municipio tiene una superficie total de 68.83 km², de la cual 68,73 km² corresponden a tierra firme y (0,14 %) 0,1 km² es agua.

## Demografía
Según el censo de 2010, había 3717 personas residiendo en el municipio de Southington. La densidad de población era de 54,01 hab./km². De los 3717 habitantes, el municipio de Southington estaba compuesto por el 97,85 % blancos, el 0,97 % eran afroamericanos, el 0,11 % eran amerindios, el 0,19 % eran asiáticos, el 0,16 % eran de otras razas y el 0,73 % eran de una mezcla de razas. Del total de la población el 0,91 % eran hispanos o latinos de cualquier raza.